# Carl Walz
Carl Erwin Walz (ur. 6 września 1955 w Cleveland) – amerykański inżynier, lotnik i astronauta.

## Życiorys
W 1973 skończył szkołę w Lyndhurst (Ohio), a w 1977 studia fizyczne na Kent State University w Ohio, w 1979 uzyskał magisterium z fizyki ciała stałego na John Carroll University. W latach 1979–1982 pracował jako analityk próbek radioaktywnych w McClellan Air Force Base w Kalifornii, później uczył się inżynierii lotów doświadczalnych w Edwards Air Force Base i 1984-1987 pracował jako inżynier próbnych lotów w tej bazie lotniczej, a 1987-1990 był zarządcą próbnych lotów. 17 stycznia 1990 został wybrany przez NASA kandydatem na astronautę, szkolił się na specjalistę misji. Od 12 do 22 września 1993 brał udział w misji STS-51 trwającej 9 dni, 20 godzin i 11 minut. Brał udział w 7-godzinnym spacerze kosmicznym. Od 8 do 23 lipca 1994 był specjalistą misji STS-65 trwającej 14 dni, 17 godzin i 55 minut. Od 16 do 26 września 1996 uczestniczył w misji STS-79 trwającej 10 dni, 3 godziny i 18 minut. W swojej ostatniej misji, STS-108/Ekspedycja 4/STS-111 na Międzynarodową Stację Kosmiczną, trwającej od 5 grudnia 2001 do 16 czerwca 2002, pełnił funkcję inżyniera lotu. Wykonał wówczas 6-godzinny spacer kosmiczny wraz z rosyjskim kosmonautą Jurijem Onufrijenką i trwający 5 godzin i 52 minuty spacer kosmiczny z astronautą Danielem Burschem.
Łącznie spędził w kosmosie 230 dni, 13 godzin i 2 minuty. Opuścił NASA 5 grudnia 2008.